# Белгород (автовокзал)
Автовокзал Белгород — автовокзал города Белгород, расположен в северной части города, недалеко от международного аэропорта Белгород, по адресу проспект Богдана Хмельницкого, 160. Автовокзал рассчитан на обслуживание 12 000 пассажиров в сутки, имеет 11 основных и 2 резервные посадочные платформ и осуществляет маршруты регионального, российского и международного значения. В среднем за сутки белгородский автовокзал выпускает от 130 до 150 рейсов.

## Здание вокзала
Новое здание вокзала построено введено в эксплуатацию в 1984 году. Оно состоит из двух, местами трех (правая часть) этажей. В первом корпусе на первом этаже расположены 8 касс, расписание движения автобусов, платежные терминалы, банкоматы, кофейные автоматы, автоматы с напитками, прессой и продуктами питания, платные туалеты, стойка лотерей «Столото». Через зал первого этажа производится выход на перрон. На втором этаже первого корпуса расположена пассажирская зона. Здесь расположен зал отправления. На обоих этажах есть магазины продуктов питания и предметов гигиены, кафе.
Во втором корпусе расположена администрация вокзала.
В 2018 году здание автовокзала было полностью реконструировано. Благодаря реконструкции в пассажирской зоне появился отдел милиции, полностью заменено настенное и потолочные покрытия на обоих этажах, реконструированы 2 кассы, предназначенные для продажи билетов по пригородным маршрутам. В план реконструкции также входит создания гостиницы на 50 мест, комнаты матери и ребёнка.
В конце июля 2010 года в результате торгов автовокзал был передан в собственность ОАО «Белгородский автовокзал».
С декабря 2017 года кассы работают во всех направлениях, а оплатить билет можно банковской картой.